# Saviem

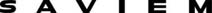
SAVIEM-Logo

Saviem [savjɛm] war ein französischer Nutzfahrzeughersteller (Lkw und Omnibusse). Der Name Saviem ist ein Akronym für Société Anonyme de Véhicules Industriels et d’Equipements Mécaniques.

## Geschichte

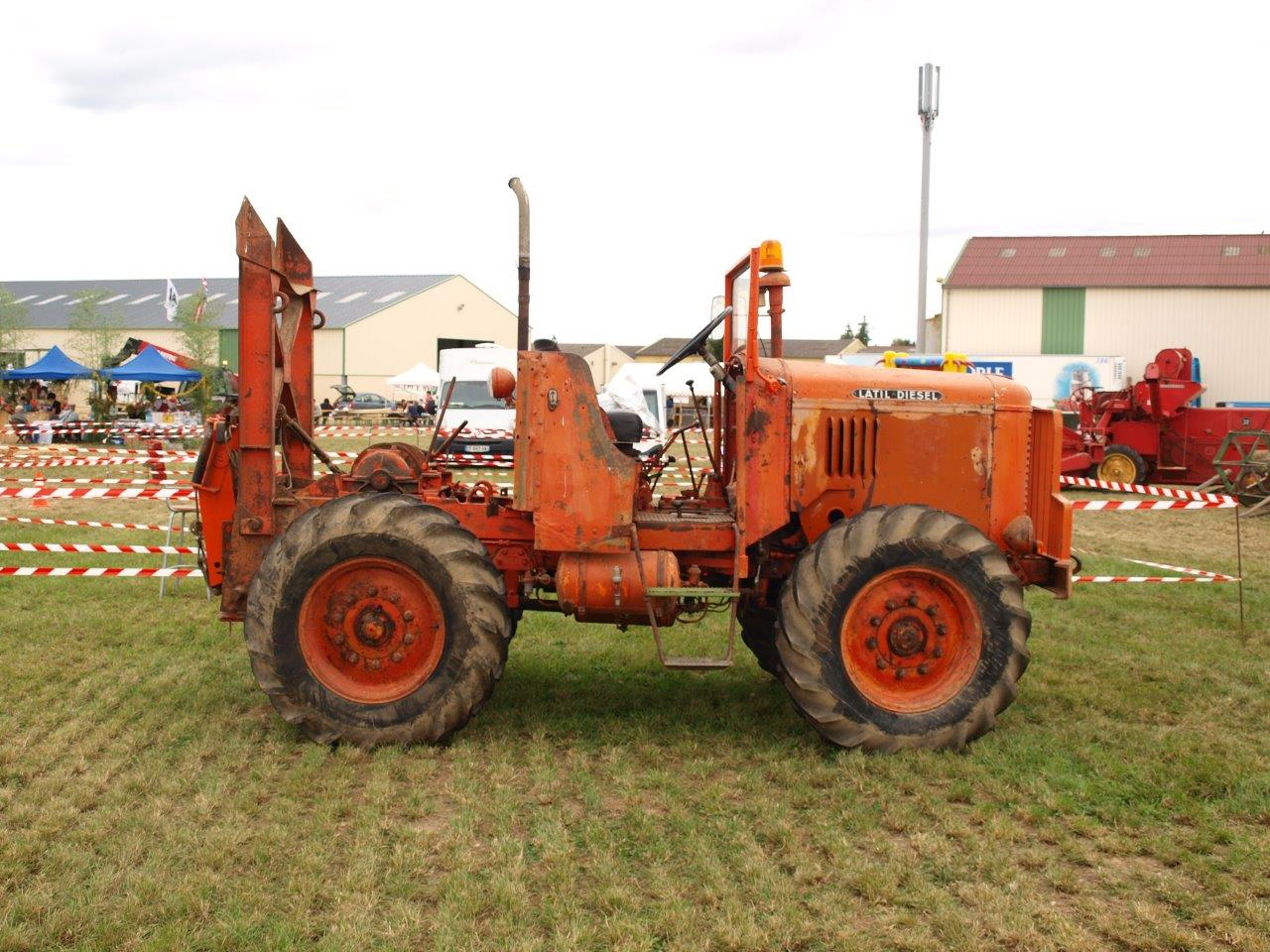
Traktor Latil TL 10

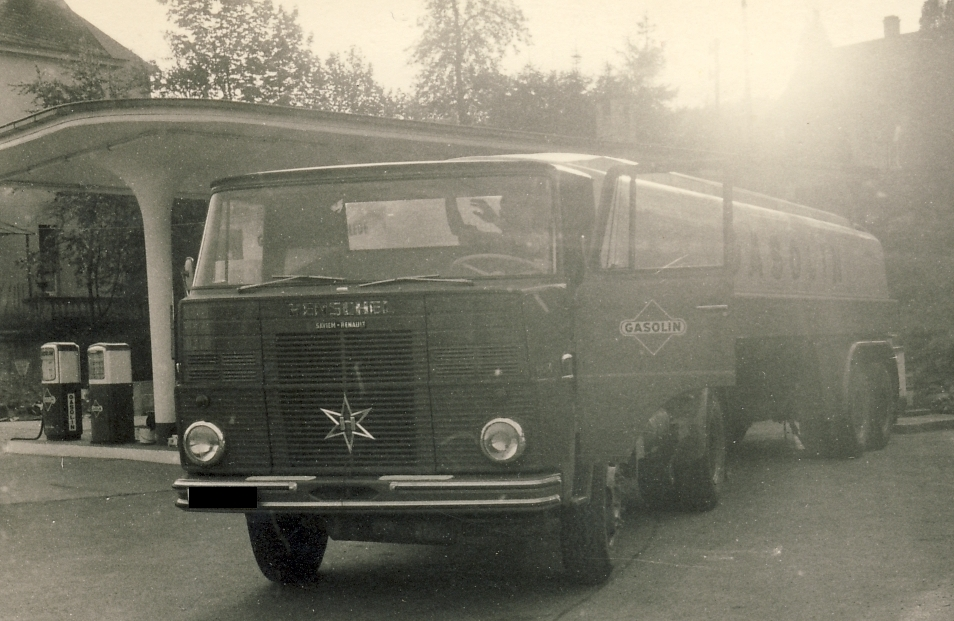
Henschel-Frontlenker mit festem Fahrerhaus und gerippter Front (1961–1962), als SAVIEM-RENAULT gemarkt

Die Firma gehörte zum Renault-Konzern und wurde 1955 aus den Marken SOMUA, Latil und dem Nutzfahrzeugbereich von Renault gegründet. Erster Vorstandschef wurde  Pierre Lemaitre, vorher letzter Président-directeur général (PDG) bei Latil.
Aus dem 1948 eingeführten und in Varianten bis 1957 gebauten Traktor Latil TL 10 wurde das Nachfolgemodell Saviem TL 12 (Baujahre 1955–1961). In den Jahren 1961 bis 1969 wurde der TL 20 gebaut. Aus dem TL 12 abgeleitet baute Saviem eine Zugmaschine für den Verschub von Güterwagen, die ausschließlich auf Eisenbahngleisen verkehren konnte. Aber auch mit Straßenbereifung ausgestattete TL wurden als Rangierfahrzeuge im Hafen- und Fabrikbereich eingesetzt. 1963 gründeten Saviem und die Société des forges et ateliers du Creusot (SFAC) das Unternehmen Latil-Batignolles, das die Marke Latil wieder einführte und in Nantes Zugmaschinen baute. Am 5. September 1974 wurde die Zugmaschinenproduktion an Brimont abgegeben und 1993 eingestellt.
Ab 1961 existierte eine zwei Jahre währende Zusammenarbeit mit dem deutschen Hersteller Henschel. Von 1967 bis 1977 kooperierte Saviem mit der Maschinenfabrik Augsburg-Nürnberg (MAN). MAN verkaufte in Deutschland Leicht-Lkw von Saviem unter eigenem Namen und nutzte ein Frontlenker-Fahrerhaus von Saviem für die eigenen Schwer-Lkw (Typen F7 bis F9). Dafür konnte Saviem die mittelschweren bis schweren Haubenwagen aus dem MAN-Programm unter eigenem Namen in Frankreich verkaufen.
In den 1970er Jahren gehörte Saviem zum Vierer-Club, in dem Saviem mit Magirus-Deutz, Volvo und DAF kooperierte, um ein leichtes bis mittelschweres Modell zu entwickeln (ab 1971) und zu bauen. Seitens Saviem kam dabei die J-Serie heraus, deren Produktion 1975 begann und unter dem Markennamen Renault noch bis 1999 fortgesetzt wurde.
1975 übernahm die Renault-Gruppe die Lkw- und Bus-Sparte (Berliet) von der Michelin-Gruppe und überführte Berliet und Saviem bis 1978 zur „Renault Véhicules Industriels“ (RVI). Dadurch wurden „Saviem“ und „Berliet“ verschmolzen, und die Produkte trugen ab 1979 den Namen „Renault“, wodurch der Name „Saviem“ verschwand.

## Bilder

### Lastwagen

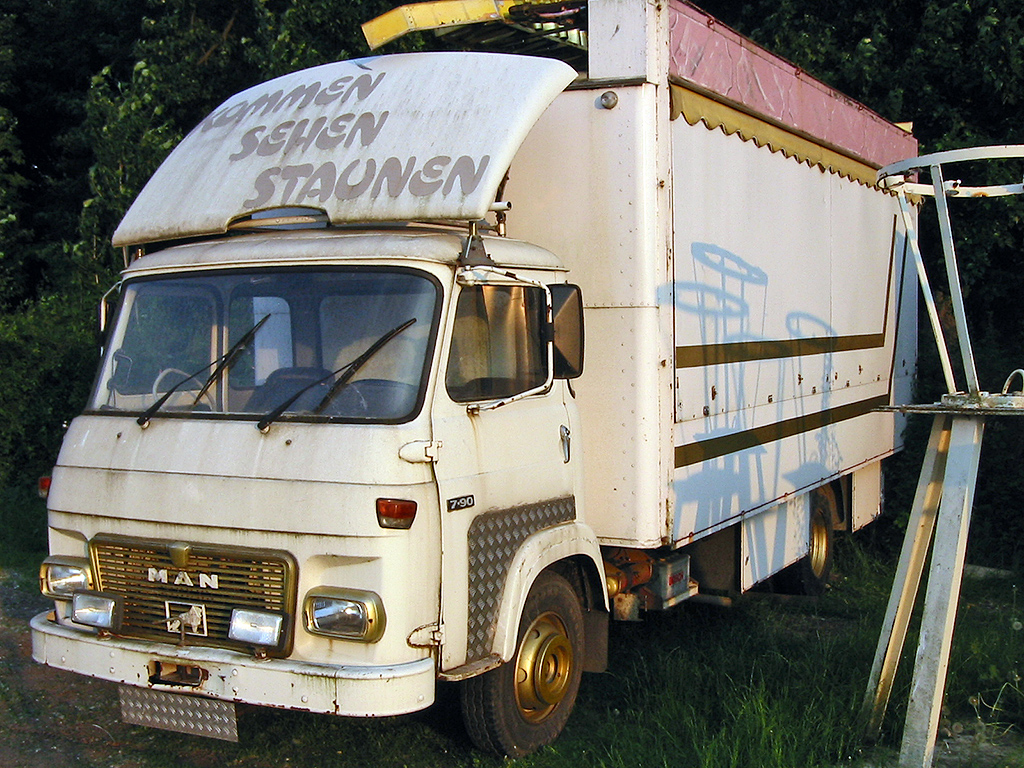
Saviem-Lkw mit dem Markenzeichen der MAN, unter deren Namen die Fahrzeuge eine Zeit lang in Deutschland vertrieben wurden
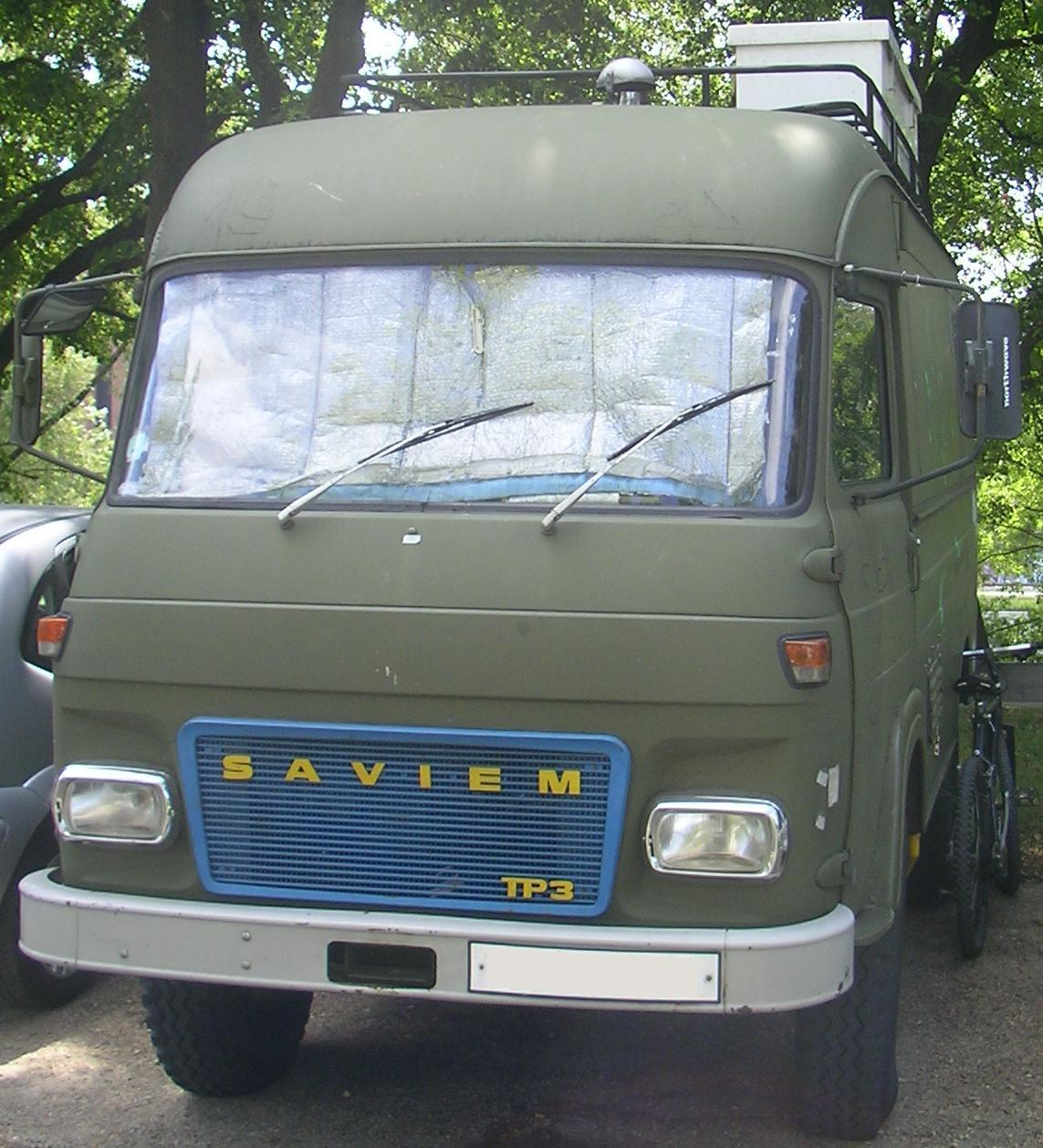
Saviem TP3 Kasten-Lkw, zum Wohnmobil umgerüstet
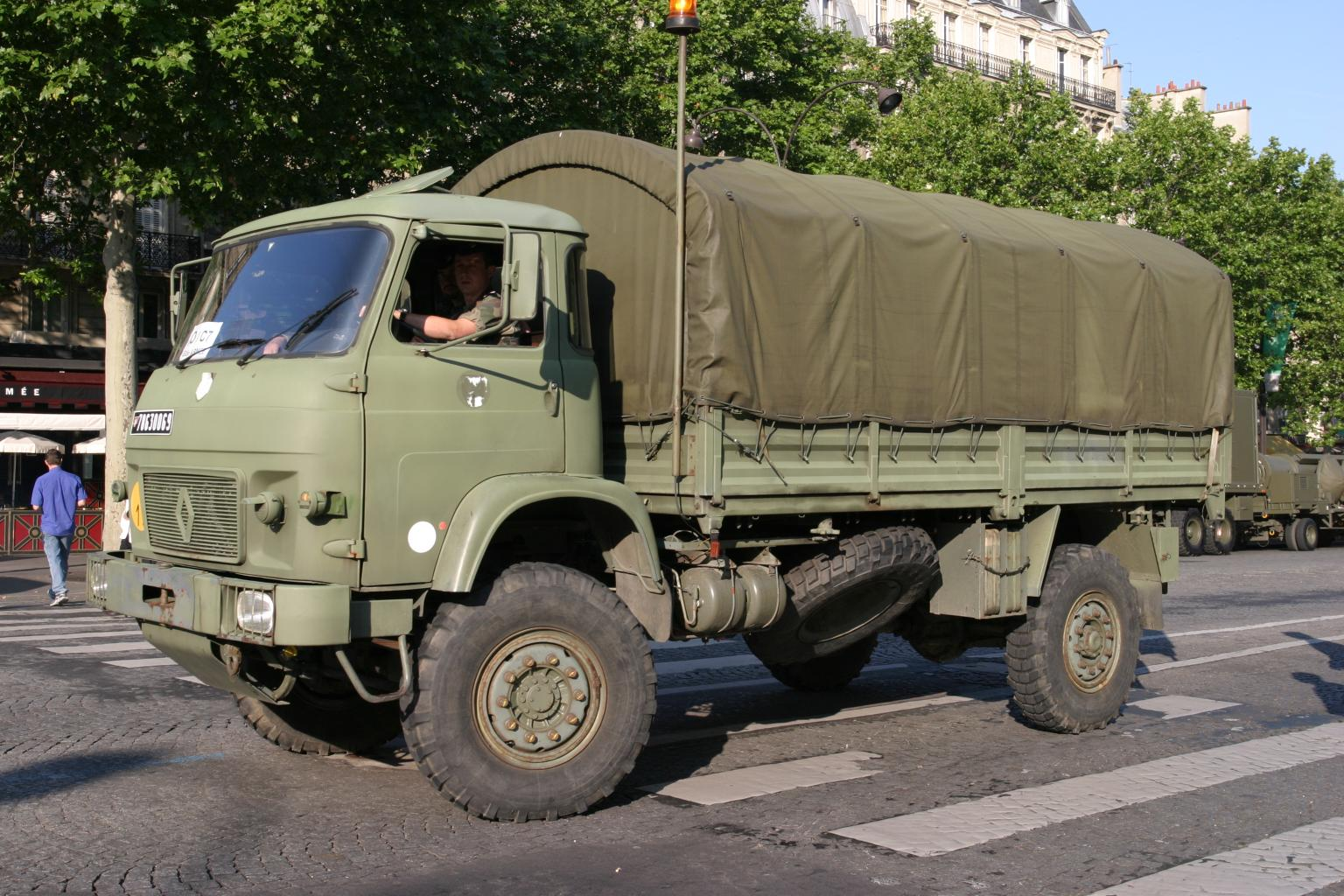
TRM 4000, die Militärversion des Saviem SM8 4x4 schon als Renault
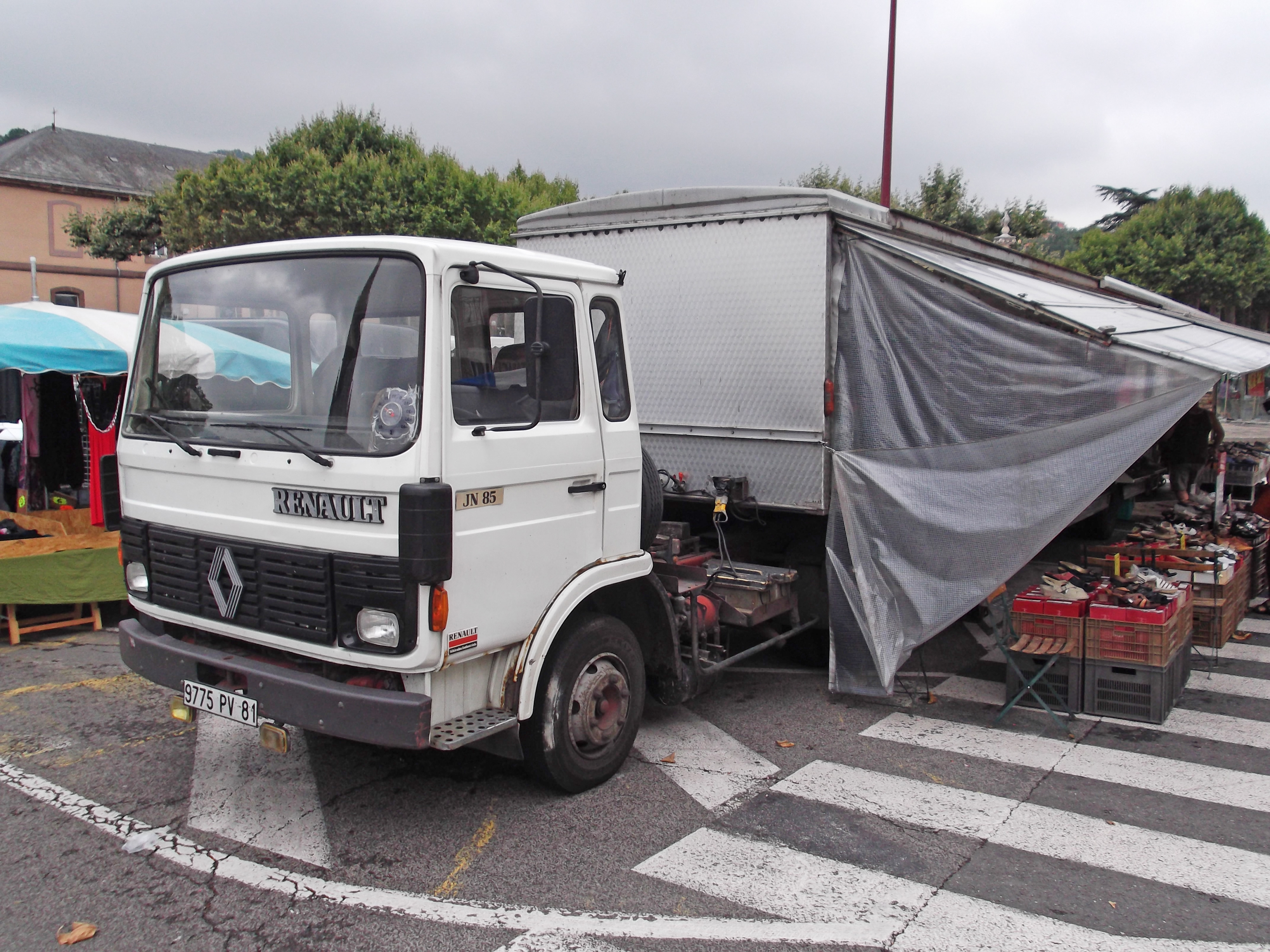
Ein Saviem-Baumuster der J-Serie, hier bereits unter dem Markennamen Renault

### Busse

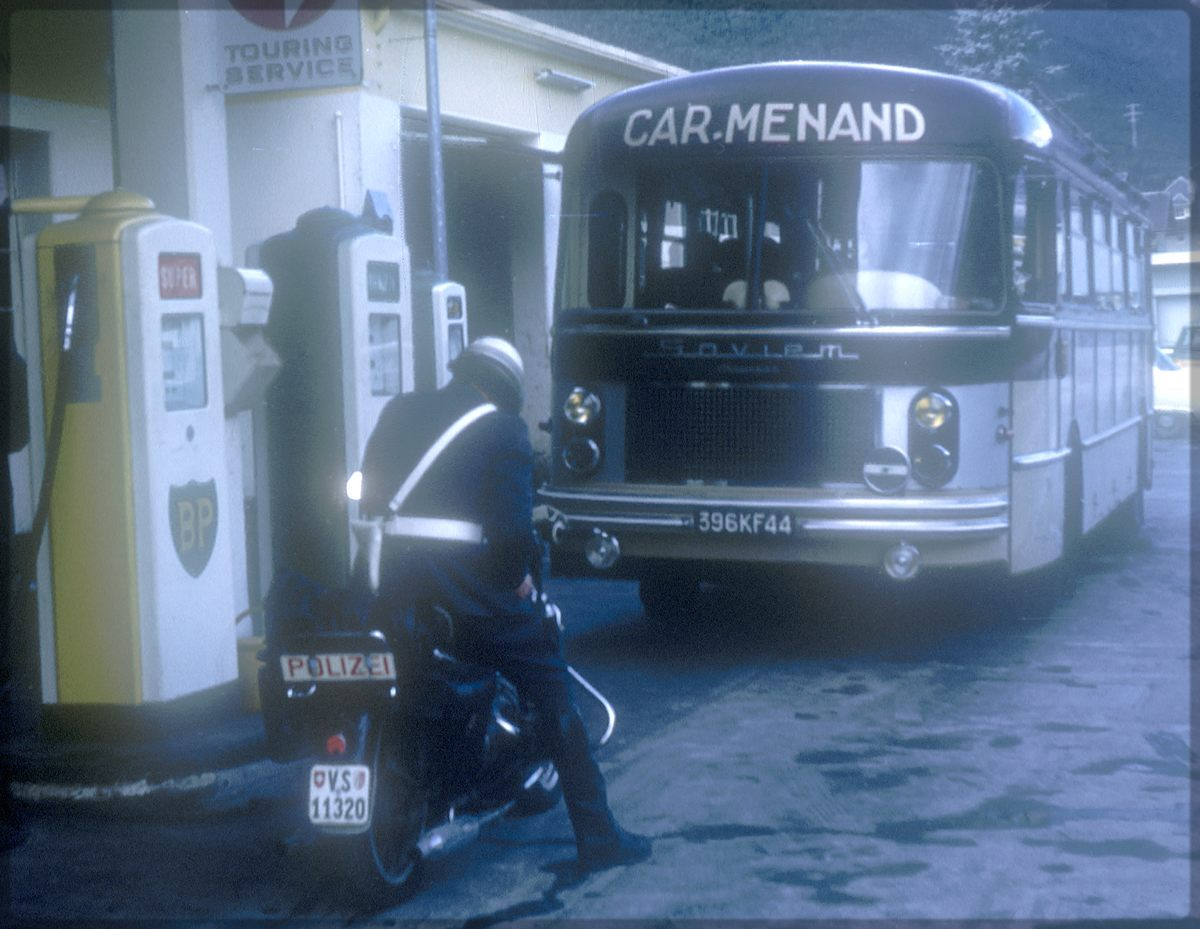
Saviem ZR20 Überlandbus (Autocar)
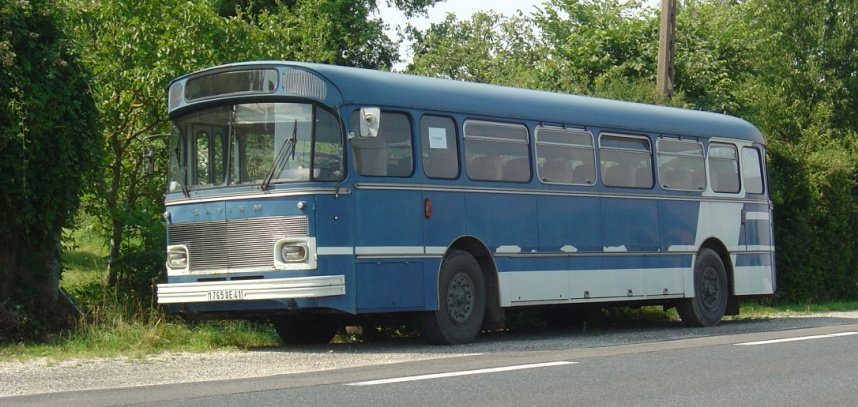
Saviem S45 GT Überlandbus
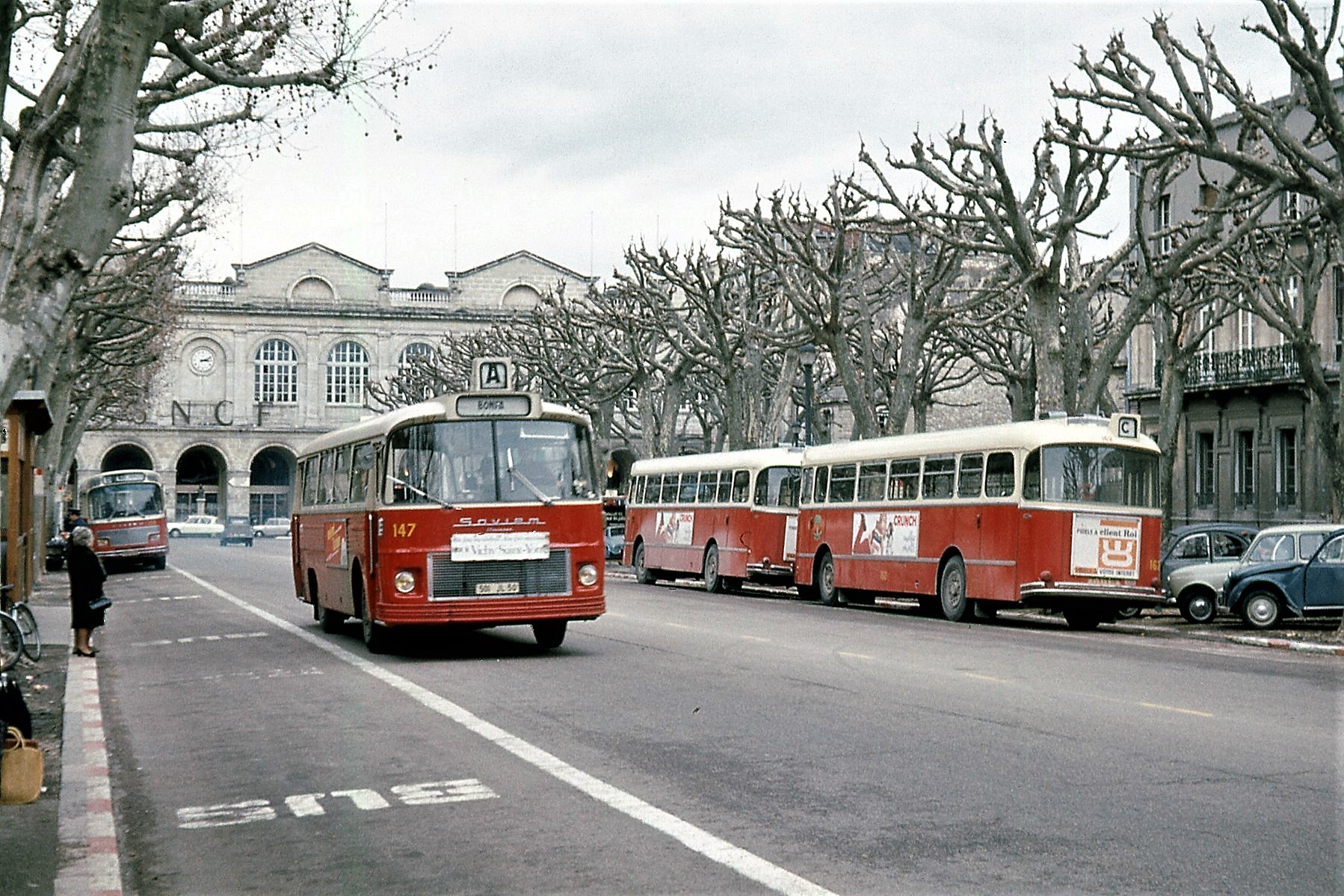
Saviem-Stadtbus (links) in Nîmes, März 1971
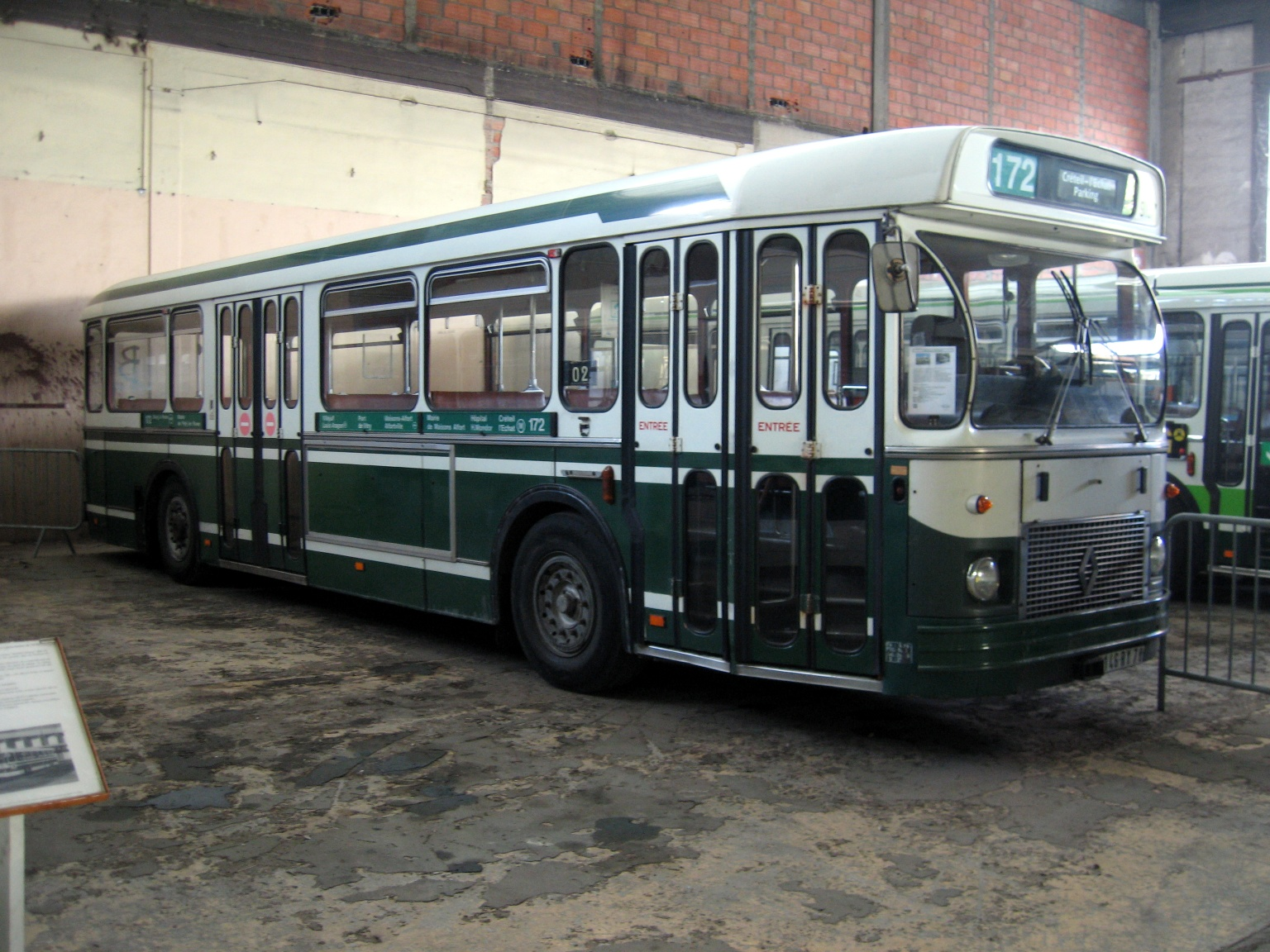
Stadtlinienbus Saviem SC10 (französischer Standardbus) bei der RATP Paris, schon als Renault

### Lizenzbauten
In der Tschechoslowakei wurde ab 1967 mit der Lizenz von Saviem ein leichter Lkw unter dem Firmennamen Avia gebaut.

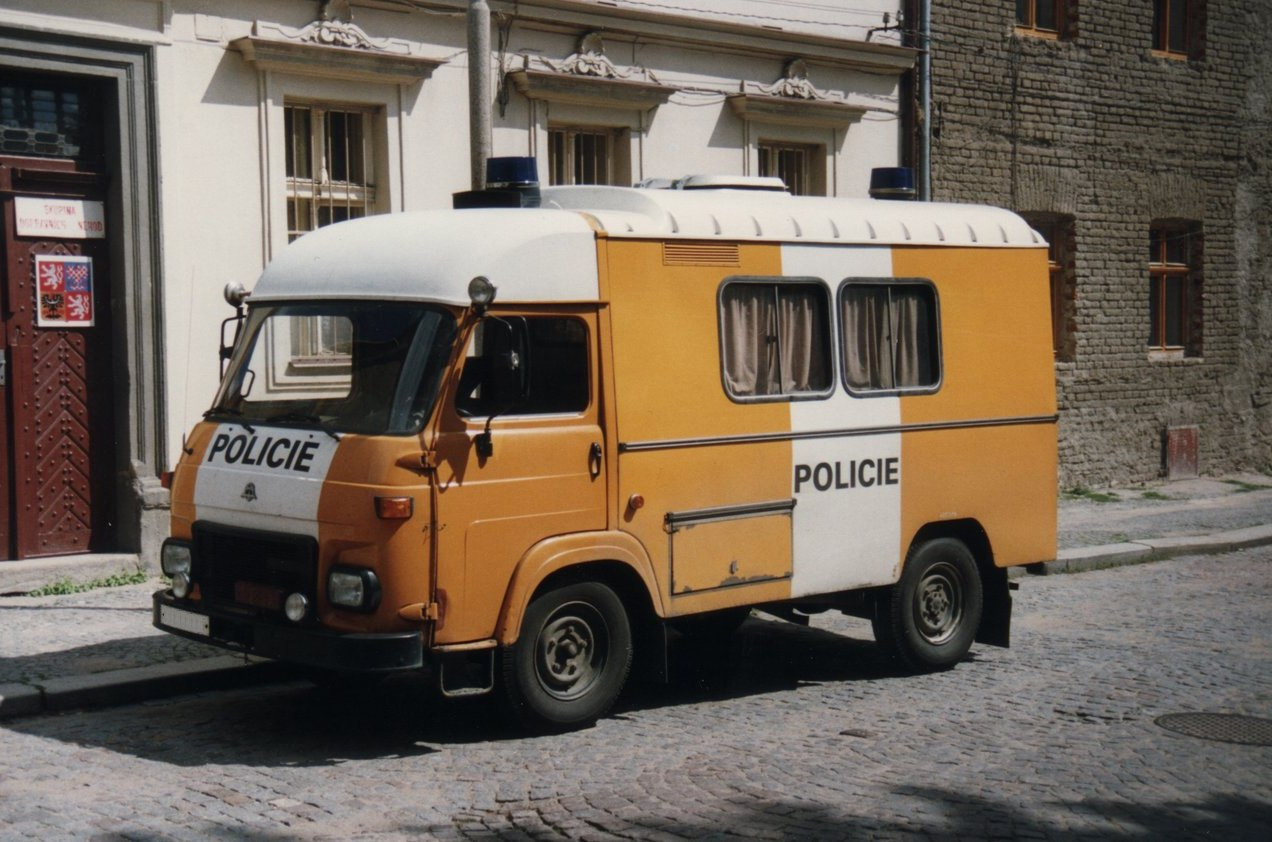
Avia in Tschechien

### Sonstiges
Im Senegal stellen alte Saviem-Busse als Car rapide bzw. Carapit ein wichtiges öffentliches Verkehrsmittel dar.

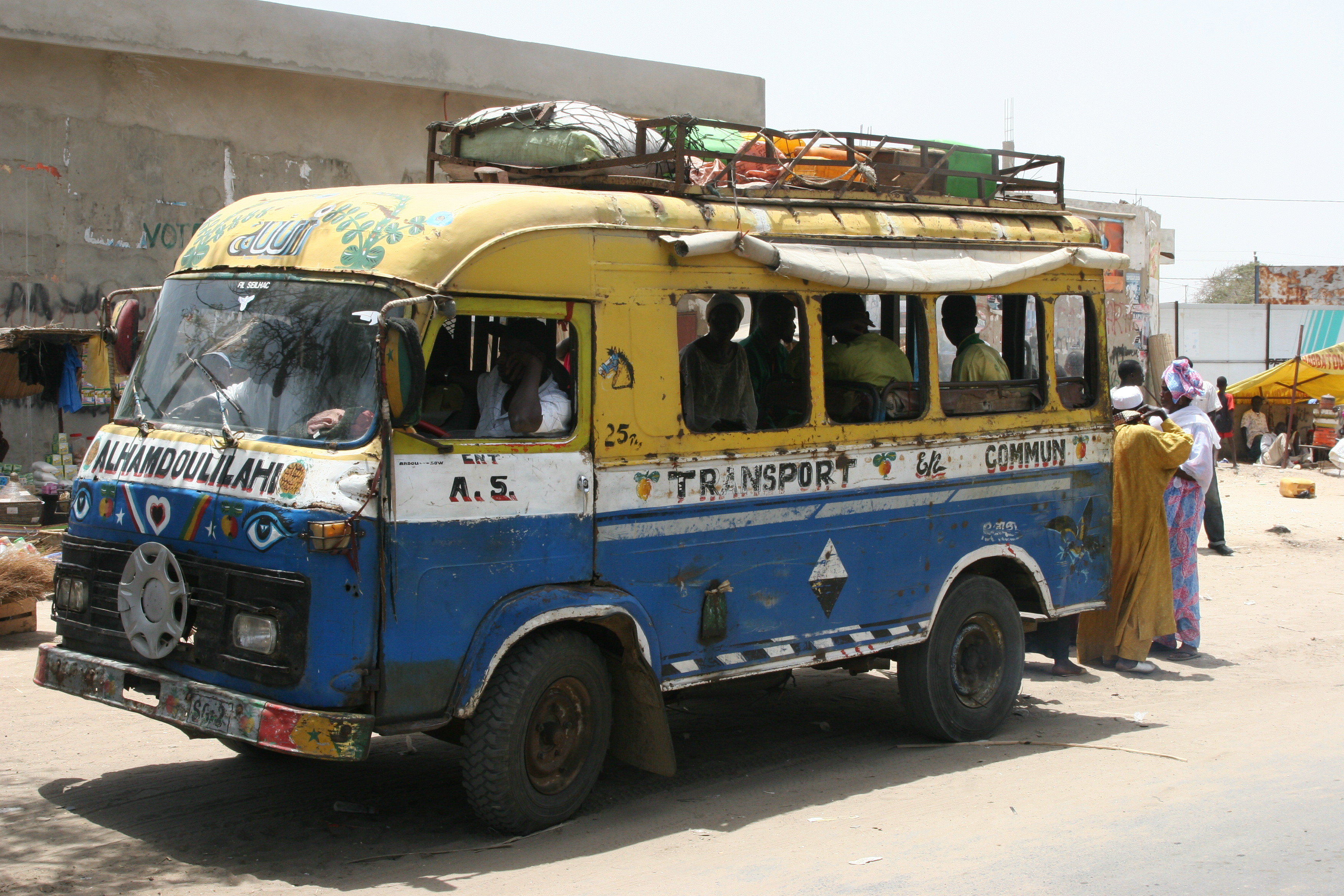
Car rapide in Dakar